# Mistrzostwa Europy w Lekkoatletyce 1954 – bieg na 400 m mężczyzn

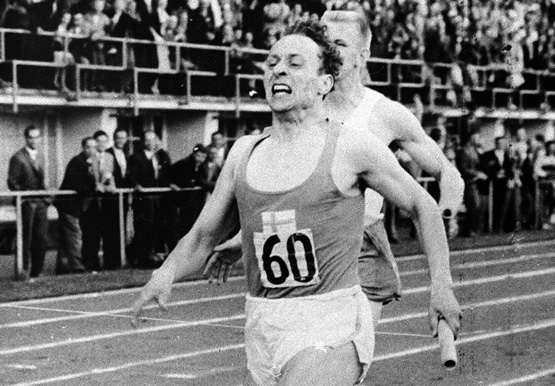
Voitto Hellsten

Bieg na dystansie 400 metrów mężczyzn był jedną z konkurencji rozgrywanych podczas V Mistrzostw Europy w Bernie. Biegi eliminacyjne zostały rozegrane 25 sierpnia, półfinałowe 26 sierpnia, a bieg finałowy 27 sierpnia 1954 roku. Zwycięzcą tej konkurencji został reprezentant ZSRR Ardalion Ignatjew. W rywalizacji wzięło udział dwudziestu pięciu zawodników z czternastu reprezentacji.

## Rekordy
| Rekord świata     | George Rhoden (JAM) | 45,8 | Eskilstuna, Szwecja | 22.08.1950 |
| Rekord Europy     | Rudolf Harbig (GER) | 46,0 | Frankfurt, Niemcy   | 12.08.1939 |
| Rekord mistrzostw | Derek Pugh (GBR)    | 47,3 | Bruksela, Belgia    | 25.08.1950 |

## Wyniki

### Eliminacje
Bieg 1
| Miejsce | Zawodnik          | Czas | Uwagi |
| ------- | ----------------- | ---- | ----- |
| 1       | Ardalion Ignatjew | 47,9 | Q     |
| 2       | Vincenzo Lombardo | 48,2 | Q     |
| 3       | Gerard Mach       | 48,9 |       |
| 4       | José Fórmiga      | 50,3 |       |
| 5       | Gerald Wicher     | 51,8 |       |

Bieg 2
| Miejsce | Zawodnik         | Czas | Uwagi |
| ------- | ---------------- | ---- | ----- |
| 1       | Hans Geister     | 47,9 | Q     |
| 2       | Rolf Back        | 48,4 | Q     |
| 3       | Edmunds Pīlāgs   | 48,8 |       |
| 4       | Charles Cuvelier | 50,3 |       |

Bieg 3
| Miejsce | Zawodnik            | Czas | Uwagi |
| ------- | ------------------- | ---- | ----- |
| 1       | Voitto Hellsten     | 47,7 | Q     |
| 2       | Karl-Friedrich Haas | 47,8 | Q     |
| 3       | Peter Fryer         | 48,0 |       |
| 4       | Rudolf Haidegger    | 51,4 |       |

Bieg 4
| Miejsce | Zawodnik                 | Czas | Uwagi |
| ------- | ------------------------ | ---- | ----- |
| 1       | Jean-Paul Martin du Gard | 48,4 | Q     |
| 2       | Lars-Erik Wolfbrandt     | 48,7 | Q     |
| 3       | Wasilios Syllis          | 48,8 |       |
| 4       | Leszek Sierek            | 49,6 |       |

Bieg 5
| Miejsce | Zawodnik         | Czas | Uwagi |
| ------- | ---------------- | ---- | ----- |
| 1       | Zoltán Adamik    | 47,9 | Q     |
| 2       | Alan Dick        | 48,4 | Q     |
| 3       | Gösta Brännström | 48,7 |       |
| 4       | René Weber       | 49,3 |       |

Bieg 6
| Miejsce | Zawodnik          | Czas | Uwagi |
| ------- | ----------------- | ---- | ----- |
| 1       | Jean-Jacques Hegg | 47,7 | Q     |
| 2       | Jacques Degats    | 48,5 | Q     |
| 3       | Marcello Dani     | 49,1 |       |
| 4       | Egon Solymossy    | 49,4 |       |

### Półfinały
Półfinał 1
| Miejsce | Zawodnik             | Czas | Uwagi |
| ------- | -------------------- | ---- | ----- |
| 1       | Ardalion Ignatjew    | 47,0 | Q CR  |
| 2       | Voitto Hellsten      | 47,1 | Q     |
| 3       | Jacques Degats       | 47,8 | Q     |
| 4       | Vincenzo Lombardo    | 48,4 |       |
| 5       | Lars-Erik Wolfbrandt | 48,8 |       |
| –       | Hans Geister         | DQ   |       |

Półfinał 2
| Miejsce | Zawodnik                 | Czas | Uwagi |
| ------- | ------------------------ | ---- | ----- |
| 1       | Karl-Friedrich Haas      | 47,9 | Q     |
| 2       | Zoltán Adamik            | 48,1 | Q     |
| 3       | Jean-Jacques Hegg        | 48,1 | Q     |
| 4       | Jean-Paul Martin du Gard | 48,2 |       |
| 5       | Alan Dick                | 48,3 |       |
| 6       | Rolf Back                | 48,9 |       |

### Finał
| Miejsce | Zawodnik            | Czas | Uwagi |
| ------- | ------------------- | ---- | ----- |
| 1       | Ardalion Ignatjew   | 46,6 | CR    |
| 2       | Voitto Hellsten     | 47,0 | NR    |
| 3       | Zoltán Adamik       | 47,6 | NR    |
| 4       | Karl-Friedrich Haas | 47,6 |       |
| 5       | Jean-Jacques Hegg   | 47,8 |       |
| –       | Jacques Degats      | DQ   |       |